# アメリカ独立戦争における女性達
アメリカ独立戦争における女性達（アメリカどくりつせんそうにおけるじょせいたち、英:Women in the American Revolution）では、アメリカ独立戦争中とその前後で、様々な立場に置かれた女性達がどのように行動し、またその立場がどう変わっていったかについて述べる。
独立戦争の頃、政治と戦争に参加するのは男性に限られていた。しかし、女性がいなければ政治も戦争も動かなかったことも事実である。積極的に戦争の遂行に協力した女性の中には歴史に名を留めた者もいる。8年間にも及ぶ戦争とその前後の激動の時代を生き抜くためには多くの試練に耐え、また生活様式を変えていくことを女性達に強要した。新生したアメリカ合衆国の中で、女性の姿がすこしずつ社会の表に現れ始めた時代とも考えられる。

## アングロサクソン系のアメリカ人で愛国者の女性
アメリカ独立戦争は、戦うのは自分達だと考えていた男達によって遂行されたものと認識されている。しかし、この戦争は広く伝えられた主義信条がなければ続けられなかったのと同様に、アメリカ植民地中の男性と女性両方の住人によって物質的に支えられなければ遂行できなかった。公の政治の場面には女性が登場しないが、女性が戦争に直面し、戦争が政治や公衆・家庭内の生活のあらゆる面で浸透してくるに連れて、通常の家庭の振る舞いが政治的に重要な意味合いを持つようになった。
女性が自発的に愛国者であったかどうかという質問を戦争は投げかけるが、政治的な同一性を維持しつつ、植民地の女性達が態度で表してみせた。伝統的な女性の職業による支援がこのことをよく表した。戦場で起こったことは既に家庭でも、国内の経済でも、また夫や父親の実業の世界で受け入れられていたことだった。女性達はイギリス製品のボイコットに参加し、兵士のための物資を生産し、イギリス軍の情報収集活動をやり、軍隊と行動を共にして兵士達のために洗濯や料理を行い、極秘の伝令となり、時には男性に扮して戦場で戦った。

### 国内の支援
独立戦争の当時、女性は家庭内の諸事を遣り繰りする責任があった。このことに関連して女性はホームスパン運動で働いた（ホームスパンは手織りの布）。輸入されたイギリス製の衣服を着たり購入する代わりに、愛国者の女性達は長く伝統のある機織りや紡績をやって自分達の衣類を家族の衣類に作り替えた。独立戦争の前の数年間における事態の推移により、この行動は政治的な意味合いを与えられた。糸を紡ぎ機を織られた「アメリカ製の」衣類は反抗の中の一機構となり、消費についても同じような行動となった。1769年、クリストファー・ギャスデンは植民地の女性達に直接呼びかけた「この危機に及んで我々の政治が動いていくかは、緊縮財政に係っており、それをなすためには女性達が主となって礼節とともに遣り繰りしていくかに掛かっている。（サウスカロライナの農園主、機械工、不動産の自由保有権者に。イギリス製品の輸入を閉ざせ。1769年6月22日）。イギリス製織物のボイコットに加えてホームスパン運動は大陸軍が必要とする衣類や毛布を生産することで貢献した。男性の製造業者はそのような製品と交換に徴兵を免れていたが、同じことをやる女性にはそのような代償も無かった。紡績、機織り、縫製は植民地の女性達の一部の仕事になった。愛国者としてその技能を使い独立戦争に荷担したことになった。
国内経済が沈滞する中で、主婦はその購買力を使って愛国者側の製造者を支援した。女性はイギリス製品を家庭用に購入することを拒絶した。例えば紅茶のボイコットは自分やその家庭が愛国者の立場に立っていることを表明する比較的やさしい方法であった。1773年のボストン茶会事件はボイコットの表れとして最も広く認識されているが、この爆発的な行動の何年も前に愛国者の女性達が政治的声明としてまさにそのイギリス製品の消費を拒んでいたことは重要である。同様なボイコットは様々なイギリス製品に広がり、女性達は購入する代わりにアメリカ製品を作り出す道を選んだ。この「非消費ボイコット」が国家的政策によっていた（作ったのは男性）としても、女性はその支配する家庭の中で実行に移したのである。
女性達は経済活動にも積極的に関わった。1778年、一団の女性が、コーヒーを貯蔵しているという商人の噂に接してその倉庫に乗り込んだ。女性達は倉庫を開放し、コーヒーを取り出して「没収」した。
独立戦争中、アメリカ製品を買うことは愛国者であるという姿勢を見せることであった。加えて倹約（独立戦争前は賞賛される女性の美徳）は政治声明となり、家事の切り盛りで戦時体制に貢献するよう求められた。しかし、戦時体制を維持するための女性達に対する要求は家庭内経済による貢献を超えるものになった。女性達はその家屋そのものを公衆の益のために差し出すことを求められ、共和制が形を取るにつれて大陸軍の兵士や役人の宿舎にも提供された。
女性達はフィラデルフィア婦人協会のような組織を通じても愛国者側に貢献した。この組織は戦時体制に貢献する女性の能力を組織として活用したものである。フィラデルフィアの女性達は資金を集めて戦費の助けとした。これはマーサ・ワシントンが受け取って、その夫ジョージ・ワシントン将軍に渡された。他の植民地でもこの例に倣い、エスター・デバート・リード（ペンシルベニア知事の妻）やサラ・フランクリン・バッチ（ベンジャミン・フランクリンの娘）が起案者となった。1780年、戦争も半ばの頃、植民地から上がった女性組織によって集められた資金は34万ドル以上にもなった。

### 愛国者の女性と前線
多くの愛国者女性は自分の家で植民地軍を支える活動を行ったが、戦争の最前線にいて厳しい現実に直面した女性もいた。戦闘が家産に近づくにつれて、それを守ろうと奮闘する女性達は暴力の脅威に直面することになった。敵の軍隊による陵辱は常に可能性があり、一人で家を守る女性には恐怖の根源であった。イギリス軍の略奪者から守るために武器と度胸を備えなければならない女性もいた。
周りに男性がいない家に留まることを拒む女性がいれば、夫の留守中に経済的にやっていけない女性もいた。このような女性達は大陸軍に付いていき、将兵達の洗濯女、料理人、看護婦、裁縫師、性の相手、清掃人などをこなし、時には兵士あるいはスパイとなった。軍隊についていく女性達は、指揮官達によって「必要な厄介者」とか「お荷物」と呼ばれた。それでもこれらの女性達は軍宿営地の運営を円滑にする役割を果たした。売春婦もいたが、性病の蔓延を恐れた軍の指導者にとっては迷惑な存在であった。
上級士官の妻（例えばマーサ・ワシントン）がしばしば宿営地を訪れた。宿営地にいる貧乏な女性達とは異なり、これら富裕層の女性が宿営地を訪れることの価値は実用というよりも象徴的なことであった。彼女たちがいるだけで、すべてのものが戦争になんらかの犠牲を捧げているという宣言になった。
大陸軍についていく女性達の数は資料によって異なり、2万人というものもあり、少なく見積もっても宿営地全体の3％はいたということである。女性達は様々な理由で軍隊に加わった。飢えや陵辱の恐れ、寂しさ、切迫した貧乏、最後の頼みの綱、夫に付いてきた、などであった。宿営地の女性達は兵士と同じ指揮官に従ったが、あれこれと言うことは許されなかった。激しい戦闘が行われた地域や敵に占領された地域では、安全な地域よりも女性の数が多かった。これは戦闘が行われた地域では大陸軍の保護を求める女性が多かったことによる。
戦争で戦った女性達は、その女性の動機や行動によって賞賛と侮蔑の間で揺れ動く二律背反の感情で迎えられた。男に従って献身的に尽くした女性は賞賛され、徴兵の報奨金欲しさに入ってきたような女性は男達の侮蔑をかった（前者の例はアンナ・マリア・レーン、マーガレット・コルビンなど、後者の例はアン・ベイリー（偽名サミュエル・ゲイ）である。ベイリーは除隊され、罰金を科され、2週間刑務所に入れられた。またアン・スミスは報奨金のために軍隊に入ろうとしたことで非難された）。
デボラ・サンプソン、ハンナ・スネル、サリー・セントクレアは巧妙にその性別を隠した（セントクレアの場合は死ぬまで）。サンプソンは見つかったが名誉の除隊を遂げ、古参兵の年金を数年後に貰えた。
軍隊の機密情報を含む伝言や手紙をペチコートの下に隠して敵の占領地をすり抜け届けた女性もいた。デボラ・チャンピオン、ハリエット・プルーデンス・パターソン・ホールおよびリディア・ダラーがこれにあたる。

### 政治的活動

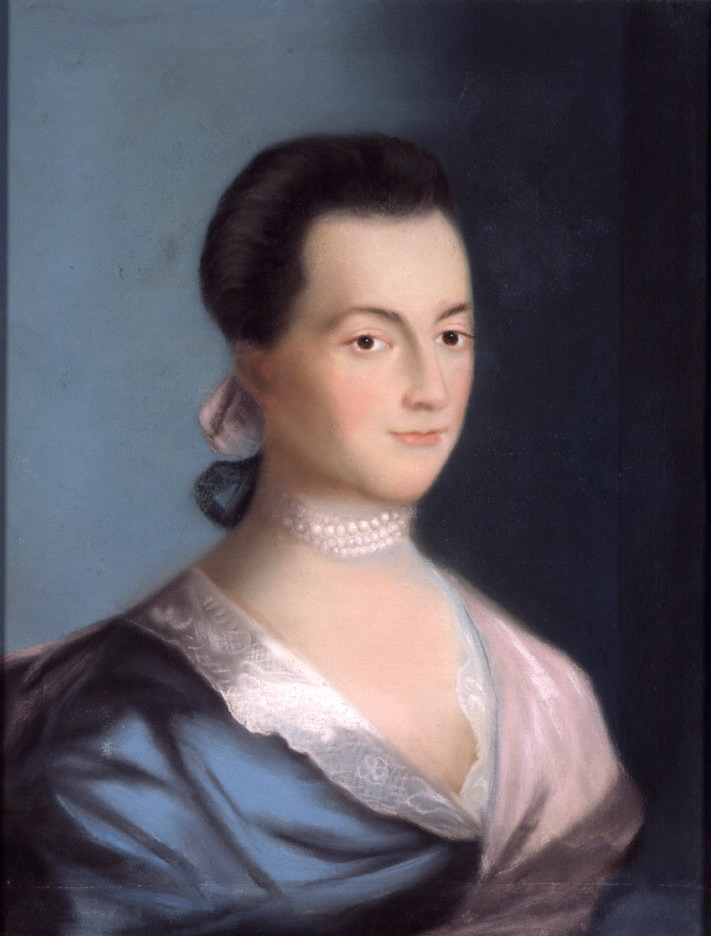
アビゲイル・アダムズ

建国の父達によって信奉された自由と平等そして独立という理念は、女性達の生活を特に改善するものではなかった。女性達は家庭とその周りの領域に属するものとされ、政治や経済の領域では歓迎されなかった。ホィッグの政治理論化の考えでは、男性の独立（土地の所有に基づく）が投票権となったが、女性の場合は夫、息子あるいは父親に依存していたために政治や経済の領域では独り立ちして振る舞うことはできなかった。理想的なホィッグの女性は自分の領域から愛国者達を助け、家庭内の雑用をこなし、独立のために戦う男性の価値観に従って次世代を教育する準備をした。
大部分の女性は政治的なものを手紙や日記の範囲に留めたがアビゲイル・アダムズ(ジョン・アダムズの妻）やマーシー・オーティス・ウォーレンのような女性は公衆の面前で政治の世界に入っていった。
しかし独立戦争後は、様々な女性の活動や社会の変革が家庭内の美徳を通じた共和国の改良に向かって動き出した。これらの組織は当初希なものであったが、愛国者の女性達が共和制の母の役目を果たすようになった（子供達に共和制の価値と理想を吹き込んで良き市民となる準備をさせた）。子供達が成長するにつれて、アメリカの母親達は独立した共和制の新しい理想を子供達に教え込むことを任されるようになり、その結果新しいアメリカ的共和制が発展を続けることになった。

## アングロサクソン系のアメリカ人で王党派の女性
イギリス王室に対する政治的忠誠心の危機は、植民地アメリカの女性の社会構造を崩壊させた。男性が国王に対する連帯を表明しようとしていまいと、階級、家庭、友情の絆が解かれ、以前の結びつきから女性を孤立化させた。女性の夫に対する忠誠心はかっては私的なことであったが、イギリスに対する忠誠を表明した夫に対する場合は特に政治的な行動に変わった。これら王党派の女性達は独立戦争の間大変な逆境に直面した。女性達は夫が反逆者という理由で自警団や暴徒によって有罪とされ犠牲にされた。富裕な王党派の妻は特に、反逆者と考えられる男の財産を没収したい革命政府の格好のターゲットになった。自分自身の財産を持っている女性の場合は、没収行動が通常は持参金の部分を除外していたので、愛国者の圧力にも耐えられた。しかし社会的な立場がどうあれ、王党派の女性は政治的少数派の一部であり、それゆえに近所や友人の支援も無くなっていった。
多くの王党派女性達は敵の中で生活するよりもその社会を離れる道を選んだ。一人の女性が突然立ち退くとしても、この選択は家財一切を持たずに出て行くことを意味した。王党派の多くはカナダに移動した。そこでは沢山の王党派の仲間がいた。古参兵、家族、寡婦、子供達がノバスコシアに殺到した。王党派の中には土地の愛国者政府に安全な通行を願い出て、家財を持ってイギリスの領土に移動する者もいた。このような場合でも愛国者の役人は女性が持って行くものを制限し、移動のために支払う費用を請求した。最悪の事態では、12歳を超える息子の場合に愛国者軍隊への従軍を求められ残して行くしかなかった。
王党派の女性にとって抵抗が別の選択肢となった。1779年、3人の女性、マーガレット・イングリス、スザンナ・ロビンソン、メアリー・モリスはオールバニ市長の子供の誘拐計画を立てた。新しい政府に対する忠誠を誓うことを拒否するように友人を唆す者もいた。イギリス王を積極的に支持する女性達の多くは王党派軍隊を支援するために従軍し、あるいはイギリス軍のために情報を集めた。夫を逮捕から免れるように隠す女性がいたし、重要な書類や金を当局に取られないよう隠す女性もいた。これらの行動は女性達の政治的活動で自主性に関する問題を投げかけた。つまりその行動は妻としての忠誠なのか、あるいは政治的に独立した選択なのかということであった。
役人は反逆罪を定義する規則に使う言葉を変えることにより、王党派女性の自発的行動の可能性を徐々に認めていった。初めに使われていた言葉は「男」であったが、「人」に置き換えられ、「彼」は「彼または彼女」に置き換えられた。1779年のマサチューセッツの反逆罪に関する規則では、反逆者の資産没収をうたっていたが、伝統的な定義に従って、その妻の私有財産権は保護されていた。不在の男に関する規則は罰則が厳しくなり、女性が夫の資産の中で自分の財産権の保護を求めるならば、自分自身で政治的関与をしなければならないとした。これらの規則では、女性が夫に従って逃げ出す場合には、その財産も没収の対象とするとしていた。この留まる妻と立ち去る妻との間の識別で、マサチューセッツの規則は家族の分割と妻の独立した政治的決断を促した。戦争が終わって逃亡王党派の寡婦が自身の財産権を主張したので、結婚した女性が何に対して忠実であるかという問題が生じた。

## 先住民の女性、愛国者および王党派
アメリカ州の先住民族にとって、独立戦争は愛国主義でも独立でもなかった。七年戦争の結果として多くの土地がフランスからイギリスに渡ったが、西部辺境の土地は実際には先住民族のものであった。北アメリカの「開拓されていない」部分の「所有権」は、闘争によって決着がつけられる感があった。イギリスの西方に対する利権はヨーロッパでは認められていたものの、先住民は蚕食する開拓者やイギリス軍の大部隊の存在に直面することになった。アメリカ独立戦争が近くなると、イギリスの戦略は海岸に近いニューヨークやボストンを支配することになったので、兵士達の多くがそこに移動し、西部辺境は白人の開拓者と先住民との絶え間ない紛争が急増していった。これに加えて1763年までに飢饉や伝染病が先住民社会に広く広がる問題となった。
アメリカ先住民の多くは、ヨーロッパの紛争に巻き込まれても何の得にもならないので中立を望んでいたが、実際にはどちらかの側に付くことを強制された。独立戦争中、愛国者民兵によって先住民の集落が襲われることがあったが、特定の種族がどちらの側に付いているかなどにはお構いなしのこともあった。白人にとって先住民はすべて同じように見えた。先住民の大多数がイギリス側についた。先住民にとって愛国者側が勝てばそれは西方への進出を意味し、彼らの土地を蚕食されることを意味した。一方そこには住んでいないイギリスであればよりましと考えていた。
先住民の女性にとって戦争の最も基本的な影響は、家、家庭、農耕生活の破壊であった。一般に先住民の女性は農耕に対する責任があり、戦争による収穫物や家産の破壊は特に大きな打撃であった。女性達は同族の繋がりを保ち裁定する者であり、家庭内の領域では大きな支配力があった。戦時には白人の開拓者やヨーローッパの交易業者と先住民との交易も難しくなった。とりわけ異なる種族間の交易は打撃であった。女性達はその社会での交易者でもあったので生活を維持して行く上での困難さが増していった。
白人との接触は、戦争に絡む変化とアメリカの戦後政策の結果として伝統的な家庭内領域にあった女性の地位を変化させたと主張する歴史家もいる。独立戦争の後の指導要綱は先住民の「文明化」であり、ほとんどすべての先住民社会が女性による農耕を行っていたという事実にも拘わらず、狩猟社会から農耕社会への転換が主唱された。しかし、アメリカ合衆国の政策立案者は女性が主な農耕従事者であるならば、先住民社会において農耕が主要部分とはなっていないと信じていた。アメリカ合衆国政府は先住民の女性達に紡績や機織りを行わせ、男達に農耕を行わせるよう奨励した。性の役割を変えることは先住民の文化に悪影響を与える大きな社会問題となった。

### イロコイ族の女性達

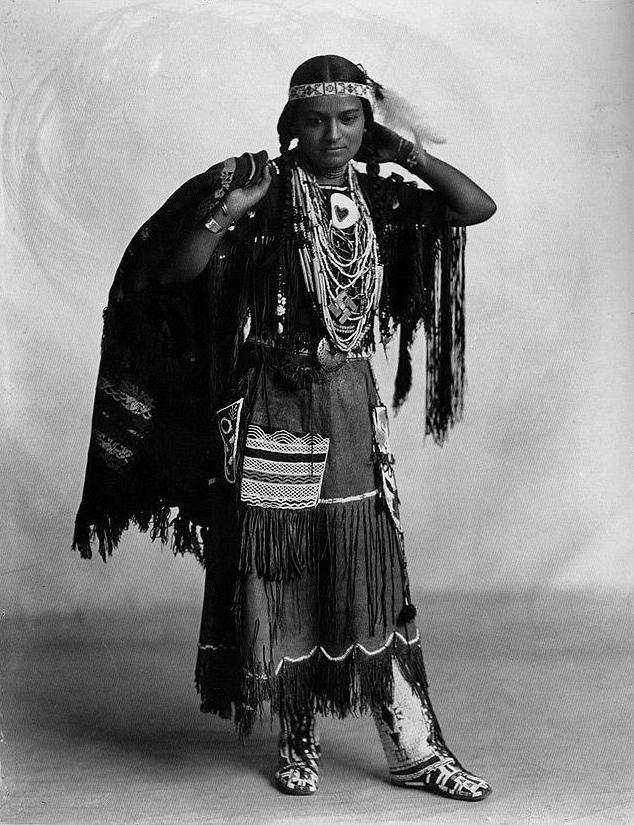
イロコイ族の女性

独立戦争はイロコイ族にとっては特に大きな問題となった。イロコイ連邦の諸種族は当初アメリカ独立戦争に対し中立であろうと努めた。イロコイ族は他の多くの先住民と同じく、紛争には何の利点も見いだしていなかった。むしろ先の七年戦争に参加したことによって、逆境に陥ってもいた。しかし、ウィリアム・ジョンソン卿の説得によって、幾つかの種族がイギリス側に荷担することになった。
この同盟の結果、大陸軍のジョン・サリバン将軍の遠征隊によって、今日のニューヨーク州北部の約40の村が焼かれ完全に破壊され、多くのイロコイ族住人が追放された。この結果、先住民女性達が育てていた数百エーカーの土地の作物と果樹が失われ、その後に続く飢餓で多くのイロコイ族が殺された。

### チェロキー族の女性達
七年戦争では、チェロキー族はイギリス軍とともにフランスと戦い、アメリカ独立戦争では大陸軍に対して戦うことに決めた。これは土地に飢えた愛国者開拓民の蚕食を防ぐためという理由が大きかった。独立戦争中はチェロキー族が特に大きな被害を受け多くの男達が殺されたために、多くの寡婦ができてしまった。戦争終結後チェロキー族の女性の数は男性の数の10倍にもなったという試算もある。この両性の数の違いは戦士の位置付けを上昇させチェロキー族社会の両性の役割と力関係を変えたという歴史家もいる。
チェロキー族は多くの意味でアメリカ先住民の経験した途方もない例であるが、最も変化し積極的に「文明化」を取り入れた集団でもある。多くのチェロキー族男女が完全に白人社会に融け込んだ。しかし、1830年に制定されたアメリカ・インディアン移住法によって、「涙の道」を辿って移住を強制され、現在はオクラホマ州に住んでいる。新政府の同化政策に強く抵抗したチェロキー族もいた。
結局、チェロキー族のように強制移住させられた先住民は独立戦争中にアメリカ愛国者側についたといっても結果は変わらなかった。愛国者側についた者も、イギリスについた者も、また中立であった者も一様に強化された居住地制限を課されることになった。

### カトーバ族の女性達
アメリカ独立戦争の前、カトーバ族とヨーロッパ系移住者の間の関係は用心しながら敵対的なものであり、どちらも開戦に興味を抱かなかった。土地の所有問題での緊張が紛争を生んだ。開拓者達が私有地と信じ土地の周りに柵を張り巡らせる一方で、カトーバ族は何者も土地の所有権を主張できないものと信じて柵を倒してしまった。カトーバ族の男達は「ゲーム」を求めて辺りをうろつき回り、開拓者達は狩人を侵略者と見なして狩りの宿営地を壊した。開拓者達は新しい農耕法ももたらし、カトーバ族の生活様式を変えた。どの社会も農耕に深く依存していたようにカトーバ族もその存続の道を農耕の追求に変えていった。この変化は男達が狩りをする傍らで農耕に励んでいた女性達に特に影響した。他の部族のようにカトーバ族は伝統的な生活様式を維持できなかった。生き残るためには開拓者との共存の道を探らねばならなかった。カトーバ族の女性が作った生活用品を開拓者達と取引し、伝統工芸が益の出る事業に変わった。1772年頃にはカトーバ族の女性達が工芸品を持って開拓者達の家に売り歩いた。
カトーバ族が開拓者達との関係を改善する最良の道はアメリカ独立戦争に参加することだった。その居住地の位置から見て選択肢はあまりなかった。南部先住民の監督者ジョン・スチュアートは1775年に「彼らはノースカロライナとサウスカロライナの開拓地に散らばって住んでいる」と記録した。1775年7月、2人のカトーバ族がチャールストンを訪れ、王党派と植民地人の争いについて多くを学んでいった。植民地人の安全委員会は植民地の不満を説明する文書を携えた代表団を派遣し、カトーバ族が南部カロライナと友好を保つこと、交易を続け働いてくれたカトーバ族には賃金を支払うことを伝え、カトーバ族が協力を拒めば何が起こるかを警告した。それに続く8年以上の間、カトーバ族は愛国者側で戦い、愛国者側に対する忠誠を示しもした。イギリス軍は先住民を家から追い出し、村や作物を破壊した。
独立戦争中カトーバ族の戦士は南部の多くの戦いで大陸軍について戦った。家に残っていたカトーバ族は愛国者達に食料を供給した。カトーバ族においても伝統的に女性と子供達が農業に携わる役目であったので、戦時に愛国者側に供給する責任が女性達に重く課せられた。カトーバ族の中にはその隣人、他の種族に非公式の外交大使となったものもいた。その一人がサリー・ニュー・リバーという女性で、同族の人からもまた土地の白人からも敬意をもって迎えられた。訪問者が予告無しに到着した時、リバーは準備ができていると請け合った。リバーは家長がカトーバ族の土地を初めて賃貸した白人であるスプラット家との付き合いが長かった。彼女の死後50年経っても、土地の白人達は「老いたるサリーおばさん」と言って懐かしんだ。
しかし全体的に見て、カトーバ族の戦争における役割は「むしろ無視できる」程度のものだった。戦争に参加した者の数も少なく、この種族が戦闘の勝敗を決するようなことはなかった。カトーバ族の貢献の意味はその活動的で目に見える支持であった。愛国者側との同盟は急速に変化する環境への適応を容易にした。1782年に州政府は夏を乗り切るためのトウモロコシ500ブッシェル (1760 リットル)を送り、軍隊に協力した者に給与を支払い、供給した物資に対する補償を行った。しかし、カトーバ族に対する開拓者達の一時的な親密感は将来を保証するものではなかった。先住民はキリスト教に対する無関心を続け、カトーバ族の中から選ばれた者をウィリアム・アンド・メアリー大学で教育し彼らが村に帰って改宗しあるいは他のものを改宗させることを期待していた開拓者達をいらつかせた。この努力は失敗したが、先住民の劣等性について一般の感情をかき立てる役割は果たした。
カトーバ族と開拓者達の間の関係は、カトーバ族が愛国者側で戦うと決断したにも拘わらず、長い間改善されなかった。独立戦争の後で、以前先住民から土地を借りていたものが所有者になることを要求した。1830年代には、サウスカロライナ議会が土地の売却について交渉団を派遣した。続く圧力と合衆国政府の移住政策により、1840年の春、ネーション・フォード条約の調印ということになった。この条約では、カトーバ族は144,000エーカー (576 平方km)の土地をサウスカロライナに譲渡することになった。この同意によってカトーバ族の国家は絶えた。サウスカロライナ州知事デイビッド・ジョンソンは1847年にカトーバ族について「国家として、彼らは事実上解体された」と語った。

## アフリカ系アメリカ人の女性、愛国者及び王党派
アメリカ独立戦争の自由と平等という美辞麗句の影に隠れて、間もなく合衆国となる国で最も虐げられた集団は同時期の学者達にも忘れられる存在だった。アフリカ系アメリカ人の女性達は、その大多数は奴隷であり、戦中に重要な役割を果たしたものの、その始まりに期待した程には得るものが少なかった者達である。
1770年代、アフリカ系アメリカ人の大多数は北部でも南部でも奴隷であった。戦争への緊張が高まった時に、イギリスは奴隷が植民地の弱点であることに気付いた。実際にアメリカ独立戦争の前後の20年間というものは、奴隷社会の動揺が最も大きかった。1775年1月、イギリスの議会はすべてのイギリス領土における一般の開放が提案され、「バージニアや南部植民地の謙虚な貴族階級の精神」を政治的に操作しようとした。（イギリス議会及びウェストミンスター・ホールにおけるエドマンド・バークの演説）植民地の奴隷達はその要求に対するイギリスの開放性を認めた。1774年2人の奴隷が、イギリス軍の総司令官でマサチューセッツ総督のトマス・ゲイジに、戦争で戦う替わりに自由を請願した。
奴隷制度は南部社会の根幹であり、イギリスはその解体が南部の抵抗を弱めるものと考えた。1775年4月、バージニア植民地知事のダンモア卿はバージニア議会が反抗を企んでいると疑い、植民地の火薬庫を押収した。このことが武器を取った暴動に繋がった。ダンモア卿はバージニアの海岸から軍艦で逃げる際にダンモアの宣言を発した。この宣言は戒厳令を発し、「すべての契約に基づく召使い、黒人その他の者は自分の意志で武器を取ることができる」として解放を提案していた。1775年のイギリス議会提案と同様に、ダンモアの宣言はバージニアの奴隷保有者を怖がらせ奴隷達を勇気づける意図があった。特に黒人男性は主人を捨て、平等の理念に基づく反乱を起こさないように意図された。
ダンモアの宣言に反応した奴隷の3分の1は女性であった。植民地時代に逃亡者の約8分の1は女性だった。逃亡を試みた女性の比率が小さかったのは、彼女たちが奴隷家族をつなぎ止める役目を果たしていたからであった。大部分の女性は家族、特に子供を残して逃げることはなく、もし大集団で走れば捕まる可能性を急激に増すものだったので、単に逃亡しない選択をしていただけだった。もし奴隷の女性が所有者のもとを離れるとすれば、売られてしまった家族と再会するためであることが多かった。
ダンモア卿の宿営地に殺到した男達の中には実際に戦闘に参加する者もいた。ダンモアは元奴隷の中から約500名の「エチオピア連隊」を作り、彼らの前の主人との戦いに加わらせた。しばしば彼らの妻達も従軍させ、宿営地の料理人、洗濯女、看護婦をやらせた。ダンモアの主宿営地にいた独身女性も同じような仕事に就いた。
1776年6月、ヘンリー・クリントン将軍が、主人のもとから逃れイギリス軍宿営地に駆け込んだ奴隷は「この戦線の内側での安全と適当と考える職業を保証する」約束を宣言した。イギリスの奴隷に関する宣言と同様に、クリントンの宣言は自己中心的で二律背反的であり、戦後の自由を得るために大陸軍に加わったアフリカ系アメリカ人の存在によって警告を発せられた。しかし南部の奴隷所有者達は、クリントンのフィリスバーグ宣言を彼らの財産と人生に対する攻撃であり、無政府状態を生むものと見なした。この宣言は反イギリス感情を喚起し、南部愛国者を励ます声を強くすることになった。
フィリスバーグ宣言後にクリントン将軍のもとに加わった奴隷達の多くは家族ごと家を離れたものであった。クリントンはこれらの黒人を登録して、平和と秩序を脅かすとも見られる主のない多くの男達を管理しようとした。この登録作業の中でクリントンは、王党派のシンパから逃げ出した奴隷をすべて元に帰らせた。
留まることを許された奴隷の中で、労働の仕分けは性別で分けられた。男性は通常、砲兵部隊や工兵部隊で、大工、車輪修理工、鍛冶、木こり、道具の修理人、馬車や台座の作成と修理を行う者などとして雇われた。男も女もマスケット銃の薬包を作ったり、飢えた兵士のために食肉処理したり保存したりした。南部の黒人女性と子供達は辺りの地形を良く知っていたので、間違えやすく湿地の多い地域では道案内を務めた。
イギリス軍はこれらの奴隷達を戦利品と見ていた。士官達は奴隷を自分のものにし、多くの元奴隷が個人的な召使いとして仕えた。イギリス政府はこれに対する異議を唱え、彼らは王室の財産であり、公的な作業計画での労働、あるいは一般的な形で農耕に従事させるべきであるとした。大部隊のイギリス軍は常に食料の補給を必要とし、船で運ぶのは高くついたので、農耕労働は是非とも必要なものであった。これらの奴隷達は奉仕の見返りとして解放を約束された。
南部における多くの奴隷所有者は逃亡や戦争による奴隷の殺害を防ぐために、その奴隷達を匿うようになった。彼らは実戦とは遠く離れた地域、通常はフロリダや西部辺境域の所有地に送られた。
イギリス軍と同様に、アメリカ政府も黒人達を軍隊の潜在的な戦力と認識していた。しかし、ジョージ・ワシントン将軍は当初、人種問題に基づく反論のために、また管理できなくなるくらい多くの黒人が徴兵されることを恐れて、解放と引き替えに奴隷達を戦争に駆り立てることを逡巡していた。それゆえに、戦争の開始とともに自由黒人、人口でみればほんの数パーセントが従軍することを許された。しかし、1777年から1778年にかけてのバレーフォージの冬、ワシントンは戦力の不足を感じて、あらゆる黒人男性の入隊を認めた。さらに黒人奴隷はその主人のもとで、あるいは監督下で従軍できるものとした。イギリス軍にいたドイツ人傭兵の士官は1777年に「黒人が沢山いない連隊はみあたらない」としている。大陸軍には、ダンモアのエチオピア連隊と同じく、すべて黒人からなる大隊が2個あった。
南部の愛国者にとって、黒人奴隷の女性は必要なものであった。彼女たちは、チャールストンやサバンナなどあちこちの町や都市の包囲戦で防壁を作ったり修理したりする大量の労働力であった。
戦争の終わった直後の期間はアフリカ系アメリカ人にとって多くの期待と優柔不断が続いた時期であった。新国家はその理想に則って奴隷制度を廃止するものと予測する者が多かった。しかし、奴隷制度は事実上新憲法にも組み入れられた。奴隷制度が通常見られず特に利益にも繋がらなかった北部諸州ですら、段階的奴隷制度廃止に多くの年月と法廷闘争を要することになった。
法廷闘争の有名な例は西部マサチューセッツで育った奴隷のマム・ベット事件である。1781年にマム・ベットは所有者のもとを離れ弁護士セオドル・セジウィックの支援により、裁判所に請願した。その内容は奴隷制度が「人間は生まれながらに自由で平等である」とうたった新しいマサチューセッツ憲法前文に相容れないものであるということであった。州裁判所は2年後に判決を下し、奴隷制度はマサチューセッツ州では違法であると宣言した。マム・ベットはもはや奴隷ではなくなったので、エリザベス・フリーマンを名乗った。同様に1782年、ベリンダという名の奴隷女性が、その解放のためではなく、奴隷として仕えた50年間に対する補償を求めてマサチューセッツ議会に請願を行った。しかし、すべての州がマサチューセッツの先例に素早く反応したわけではなく、1810年でも北部諸州にまだ27,000名の奴隷が存在した。
終戦後、17世紀の大陸移民ほど多くはないにしても、多くの黒人が北部の都市に移動した。この移動は大部分が女性であった。独立戦争前の北部の都市人口は男性が圧倒的多数であった。1806年までにニューヨーク市の女性人口は男性人口に対して4対3にまでなった。この不均衡の拡大は海洋産業が独立戦争後の最大の黒人男性雇用者となったことで、多くの若い黒人男性が一時に数年間海に出て行ったことによっていた。北部の農村地帯にいるアフリカ系アメリカ人はまだ男性の方が多かった。
北部の都市に住んだ黒人の多くはサービス産業に雇われた。料理や配達、馬小屋の掃除、散髪や御者などであった。この都市黒人社会では家庭生活が崩壊した。多くの家族は独立戦争の間に、その混乱の中であるいは奴隷に戻って、家族の一員を失っていた。多くの雇用者は黒人の家族を丸抱えすることは拒み、家庭内の男性あるいは女性の労働者のみを雇うことを好んだ。一緒に住むことを選んだ家庭は下宿人をとって収入を補うか、他の黒人家族と同居して、独立戦争後の伝統に囚われない黒人家庭の生活様式を作っていった。
南部では奴隷制度がより揺るぎないものになり、西部にも広がるにつれて、崩壊する家庭が増えた。例えばチェサピーク地域では、農耕と経済の態様が戦後に変わった。現金を生む作物としての煙草は労働集約的であったので、これを嫌って他の作物に転換する農場主が多かった。奴隷による農業が拡張していた低地南部や西部に多くの奴隷が売られて行った。売られない奴隷であっても技能を持った男達は賃貸されて家族からは切り離された。
戦後、多くの王党派が合衆国を離れ、ノバスコシアやイギリス領バミューダ諸島に移住した。彼らは奴隷も帯同したが、奴隷にされたアフリカ系アメリカ人は解放を経験することもなく、偏見が減るでもなく、また自由黒人は多くの試練を味わうことになった。
独立戦争の美辞麗句は多くの変化を約束したが、アフリカ系アメリカ人、特にその女性にとっては約束はほとんど果たされなかった。多くの女性の位置付けは、いいようには変わらなかった。南部では家庭生活が不安定なものになり、北部では奴隷制度が徐々に廃止されたが、経済的な機会や家族の安定は都市部でゆっくりと失われていった。黒人女性は愛国者側にも王党派側にも大きく貢献したが、その進む方向は予想外のものになっていった。